# Marion Daube
Marion Daube (* 1976), eine Schweizerin mit deutschen Wurzeln, ist seit 2023 Direktorin des Schweizer Frauenfussballs im Schweizer Fussballverband (SFV) und brachte als Projektleiterin die Fussball-Europameisterschaft der Frauen 2025 in die Schweiz.

## Leben und Wirken
Marion Daube war bereits in ihrer frühen Jugend fussballbegeistert und trainierte in einer Mannschaft. Bereits im Alter von zwölf Jahren hörte sie mit dem Fussball auf, weil sie mit ihren Teamkameradinnen im Verein nur trainieren, aber nicht spielen durfte. Erst im Studium begann sie wieder, sich für den Fussballsport zu interessieren. Seither setzt sie sich für die Förderung des Mädchen- und Frauenfussballs ein.
Die Zürcherin mit deutschen Wurzeln lebt seit 2006 in der Schweiz. Von 2009 bis 2022 war sie beim FC Zürich 13 Jahre lang als Geschäftsführerin Frauen tätig, bevor sie 2022 die Projektleitung der Schweizer Kandidatur für die UEFA Women's EURO 2025 übernahm. Bei der Vergabe setzte sich die Kandidatur der Schweiz gegen Bewerbungen aus Skandinavien, Polen und Frankreich durch. Die Spiele finden vom 2. bis 27. Juli 2025 in acht verschiedenen Stadien statt.
Mit der Durchführung der Frauen-EM in der Schweiz will Marion Daube die Aufmerksamkeit auf den Schweizer Frauenfussball lenken und ein nachhaltiges Fundament für den Sport schaffen sowie die Infrastruktur und finanzielle Förderung für den Frauenfussball voranbringen.
Zum Beispiel konnte sie mit der Aussicht auf die EM die renommierte Trainerin Pia Sundhage für das Schweizer Frauen-Nationalteam gewinnen. Als Direktorin des Schweizer Frauenfussballs beim Schweizerischen Fussballverband ist ihr erklärtes Ziel die Professionalisierung des Sports, um mehr Mädchen für den Fussball zu begeistern. Zudem ist es ein Anliegen, den Frauenfussball innerhalb des SFV nicht als Teil für sich, sondern als Teil des Ganzen zu betrachten. Ihr Ziel ist es, Frauen- und Männerfussball inklusive ihrer Verbände und Ligen näher zusammenzubringen.